# ステロール

ステロールの骨格。

ステロール (sterol)、別名ステロイドアルコール (steroid alcohol) はステロイドのサブグループのひとつであり、A環の3位にヒドロキシ基（OH基）を持つ誘導体である。生体物質の主要カテゴリである脂質において、サブグループの一つであるステロール脂質を構成する。ヒドロキシ基は極性基、残りの脂肪族環部分は非極性なため、ステロールは両親媒性を持つ。分子全体は平面に近い構造を持つ。ステロイドはさらにテルペノイドのサブグループの一つである。
植物由来のステロールはフィトステロールと総称され、種に応じて複数の異なるステロールが合成される。動物由来のものはズーステロールとも呼ばれるが、ほとんどの種についてコレステロールが主要なステロールである。重要なステロールおよびその誘導体として動物のステロイドホルモン（コレステロールから合成される）、植物のカンペステロール、β-シトステロール、スチグマステロール（すべてフィトステロール）が挙げられる。

## 生合成
フィトステロールとコレステロールは、ステロイドの前駆体（オキシドスクアレン）の形成までは生合成経路が共通である。植物ではシクロアルテノール・シンターゼによりオキシドスクアレンが環化されシクロアルテノールを生じる。一方、動物ではラノステロール・シンターゼによるオキシドスクアレンの環化によってラノステロールを生じる。シクロアルテノールとラノステロールは、すべてのステロイドの出発物質となるため、合わせてプロトステロールと呼ばれる場合がある。プロトステロールからフィトステロールおよびコレステロールまでの修飾も、両経路で部分的に共通しており（例えばC-14およびC-4の脱メチル化）、シクロアルテノールからは各種フィトステロールが合成され、ラノステロールからはコレステロールが合成される。
現在、ステロールはほぼすべての真核生物によって合成されている。しかし、一部の細菌もステロールを合成することが知られている（ミクソバクテリア、ガンマプロテオバクテリアなど）。一方で、ステロールを合成しない真核生物も少ないながら知られている（昆虫や、嫌気性の真核生物など）。これらの生物は環境中もしくは食物からステロールを摂取しているか、構造的に類似した他の化学物質を代用している（テトラヒマノールなど）。

## 古生物学への応用
ステロイドの前駆体であるオキシドスクアレンは、スクアレンのエポキシ化によって生成する。この酵素反応には分子状酸素が必要となるため、ステロールを含めてステロイドの生合成には酸素が不可欠となる。嫌気性の真核生物がステロールを自身で合成できないのはこのためである。過去の地層中には当時の生物が合成したステロイドが化石化された状態で保存されており、これらのステロイド（バイオマーカーと呼ばれる）は真核生物および大気中における酸素の存在を示す指標として用いられている。一方で、ステロイドと構造的に類似するホパノイドと呼ばれる物質が主に細菌によって合成されており、地層中に残る化石化したホパノイドは細菌の存在を示す指標として用いられている。ステロイドと異なり、ホパノイド合成は酸素を必要としない。オキシドスクアレンではなく、スクアレンが直接環化されてホパノイドを生じる。
ステロイド合成酵素（シクロアルテノール・シンターゼおよびラノステロール・シンターゼ）とホパノイド合成酵素（スクアレン・ホペン・シクラーゼ）、さらにテトラヒマロール合成酵素（スクアレン・テトラヒマロール・シクラーゼ）はすべてアミノ酸配列に相同性が見られ、共通祖先から分岐したと推測される。ステロイド、ホパノイド、テトラヒマノールはすべて、スクアレンを出発物質として合成されるトリテルペノイド（C30テルペノイド）と呼ばれるグループに属する。

## 機能
ステロールは真核生物の生理機能において重要な役割を果たす。例えばコレステロールは細胞膜の一部を形成し、その流動性や機能を調節したり、発生シグナル伝達において二次情報伝達物質としてはたらく。コレステロールとスフィンゴ脂質の相互作用によって生成する脂質ラフトは広く研究されている。ちなみにフィトステロールはヒトの内臓において、構造的に近いコレステロールと競合することで、結果としてコレステロールの摂取量の減少させることが知られている。